# چشمه سفید (شاهرود)
چشمه سفید یک روستا در ایران است که در دهستان طرود شهرستان شاهرود واقع شده‌است. چشمه سفید ۲۱ نفر جمعیت دارد.